# 400 v.Chr.
Het jaar 400 v.Chr. is een jaartal volgens de christelijke jaartelling. 

## Gebeurtenissen

### Perzië
- Koning Artaxerxes II benoemt Tissaphernes tot satraap en militair bevelhebber van Anatolië in Carië en Lydië.

### Griekenland
- Voorjaar. De Griekse huurlingen van Cyrus de Jongere bereiken na veel moeilijkheden eindelijk de zee bij Trapezus. Volgens de schrijver Xenophon roepen zij van vreugde massaal: "Θαλασσα,θαλασσα!" (De zee, de zee!).
- De eerste kruisboog wordt uitgevonden.

### Europa
- Rond deze periode stroomt een reeks volkeren door Midden-Europa naar het westen. Zij noemen zichzelf Kelten of Galliërs en spreken een taal vol medeklinkers. Sommige horden Galliërs dringen door tot diep in het gebied van de beschavingen rond de Middellandse Zee. Het woord "Galliër" krijgt voor de zuidelijke volkeren dezelfde gevoelswaarde, als "Hunnen" voor ons. Vaste voet hebben de Galliërs in het zuiden gekregen in het bergland van Klein-Azië. De Galaten zijn afstammelingen van hen, waar later de apostel Paulus zijn befaamde brieven aan schrijft.

### Carthago
- Het Carthaagse leger verovert Malta.

### Italië
- In Syracuse ontwikkelen de Grieken de katapult, een wapen dat stenen en rotsblokken over grote afstanden kan wegslingeren.
- Lucius Titinius Pansa Saccus van de Gens Titinia wordt consulair tribunus.

## Geboren
- Agis III (~400 v.Chr. - ~331 v.Chr.), koning van Sparta
- Arete van Cyrene (~400 v.Chr. - ~330 v.Chr.), Grieks filosofe
- Parmenion (~400 v.Chr. - ~330 v.Chr.), Macedonische veldheer
- Skopas van Paros, (~400 v.Chr. - ~335 v.Chr.), Grieks beeldhouwer en architect
- Xenocrates (~400 v.Chr. - ~314 v.Chr.), Grieks filosoof en wiskundige

## Overleden
- Aspasia van Milete, levensgezellin van Perikles
- Thucydides (~460 v.Chr. - ~400 v.Chr.), Atheens veldheer en historicus (60)